# 准同步数字体系
准同步数字体系（Plesiochronous Digital Hierarchy，PDH）是电信网络中的一种技术，用于在像光纤和微波无线系统的数字化传送设备上传输大量数据。术语准同步（plesiochronous）来自希腊语plesio，意思是时间上的相近的，慢性的。来源于这样的事实：PDH网络的不同部分运行在差不多但是不是很好的同步状态。
在大多数电信网络中PDH设备现在正在被同步數位階層（Synchronous Digital Hierarchy，SDH）设备替代。
PDH允许传输的数据流可以名义的运行在相同的速率，但允许偏离名义速率的一些速度变化。类比的说，你的手表和我的手表名义上运行在相同的速率，每分钟滴答60下。然而，我们的手表之间没有用以保证确切的相同速率的链路，看上去非常像一只手表只比另一只手表快一点点而已。
欧洲和美国的PDH版本在工作的细节上有些许的不同，但是原理是相同的。下面将描述欧洲体制。
基本的数据传输速率是一个2.048Mbit/s（百萬比特每秒）的数据流。对于语音传输，这个速率分解为30×64Kbit/s的通道和另外用于信令和同步的2×64Kbit/s通道。可选的也有，整个2Mbit/s也可以用于非语音目的，例如数据传输。
2Mbit/s数据流的确切速度是由产生数据的设备中的一个时钟控制的。确切的速率也允许在精确的2.048Mbit/s上下变化一些百分比范围(+50ppm～-50ppm)。这就意味着不同的2Mbit/s数据流可以运行在稍微互相不同的速率。